# فلومتون (آلاباما)
فلومتون (به انگلیسی: Flomaton) شهری در شهرستان اسکامبیا ایالت آلاباما است که مساحت آن ۱۳٫۴۶ کیلومتر مربع است و در سرشماری سال ۲۰۱۰ میلادی، ۱٬۴۴۰ نفر جمعیت داشته و تراکم جمعیتی آن، ۱۰۶٫۹۸ نفر در هر کیلومتر مربع بوده است.